# KQED公共放送社

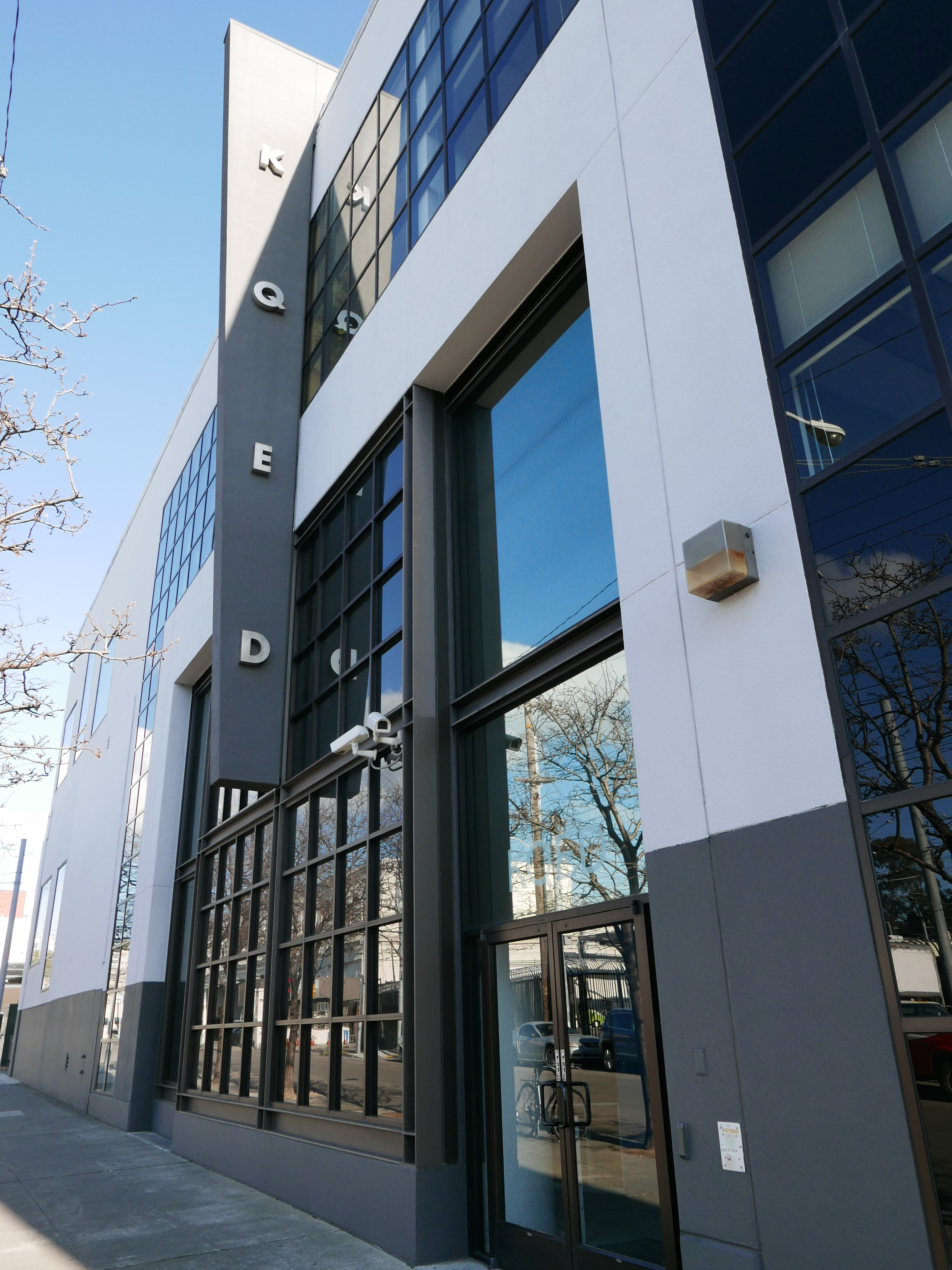
KQED公共放送社本部ビル（サンフランシスコ・マリポザ街）

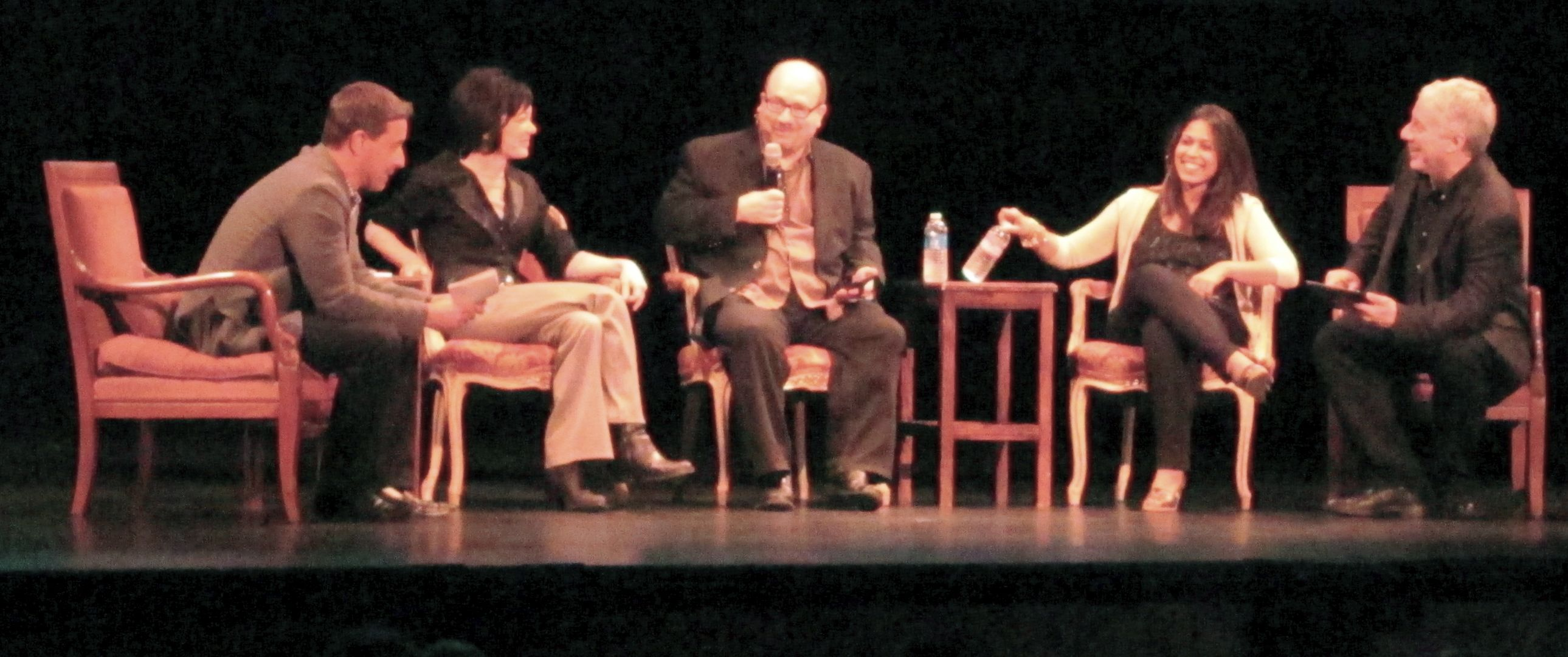
KQED主催のパネル・ディスカッション（2014年）

KQED公共放送社（英語: KQED, Inc.）は米国カリフォルニア州サンフランシスコに本部がある公共ラジオ放送会社で、以前は北カリフォルニア公共放送社とも呼ばれて、現在ラジオ局KQED-FMとテレビ局KQED/KQETおよびKQEHを運営している。

## 歴史
KQEDは、1953年6月1日にベテランの放送ジャーナリストのジェームズ・デイ（James Day）とジョナサン・ライス（Jonathan Rice）によって組織・設立され、1954年4月5日に初放送が行われた。米国で6番目の公共放送局で、ピッツバーグのWQED-FMの次であった。放送局のコールサインの「Q.E.D.」は、数学で一般的に使用されるラテン語のフレーズ「Quod erat demonstrandum」（以上で証明終わり）の略語から取られている。KQED-FMは、1969年にジェームズ・デイによってKQEDテレビの伴侶ラジオ局として設立された。
2006年5月1日、KQED社とKTEH財団は合併して、北カリフォルニア公共放送社が誕生した。テレビ局（KQED TV）・FMラジオ局（KQED-FM）を含むKQED資産は、この新しい組織の傘下に置かれた。どちらも、それぞれ公共放送サービス（PBS）およびナショナル・パブリック・ラジオ（NPR）のメンバーであった。この変更により、KQEDとKTEHは今日、姉妹局と見なされている。「北カリフォルニア」の名称は広く受け入れらなかったため、2011年初頭に傘下組織は「KQED社」（KQED Inc.）に名称変更された。
KTEHは、ほとんどの視聴者がKTEHがKQEDと提携していることを知らなかったとの調査結果が判明した後、2011年7月1日にコールサインをKQEHに変更して、「KQED Plus」にブランド変更した。

## KQED公共テレビ
KQED-TVは、カリフォルニア州サンフランシスコにあるPBSメンバーの公共テレビ局で、UHFチャネル30（Ex-Analog Channel 9）でデジタル放送されている。このチャンネルは、コムキャスト・ケーブルテレビで、またディレクTVとディッシュ・ネットワークによる衛星経由で、放送されている。そのための送信機は、スートロ・タワー（Sutro Tower）にあり、サンフランシスコのミッション地区に拠点を置いている。
「KQED Public Television 9」は、ゴールデンタイム中に国内で最も視聴されている公共テレビ局のひとつである。KQEDは、国内の他のどの公共放送局よりも多くの独立映画を放映している。

## KQED公共ラジオ
KQED-FM（88.5 FM）は、カリフォルニア州サンフランシスコにある北カリフォルニア公共放送が所有するNPRのメンバーのラジオ局である。
KQED公共ラジオは、国内で最も人気のある公共ラジオ局である。

## 参照項目
- KQED-FM
- KQED/KQET
- ナショナル・パブリック・ラジオ